# 二階堂三郎左衛門
二階堂 三郎左衛門（にかいどう さぶろうざえもん、1867年1月28日（慶応2年12月23日） - 1944年（昭和19年）4月16日）は、明治から大正時代の政治家、実業家、銀行家。貴族院多額納税者議員。前名は熊七郎。

## 経歴
安芸広島藩領佐伯郡大竹村（現・大竹市）出身。望戸清四郎の長男として生まれ、先代二階堂三郎左衛門寿光の養嗣子となり、襲名する。1890年（明治23年）25歳にして大竹郵便局長となる。ついで大竹町油見村組合会議員、大竹貯蓄銀行頭取、芸防抄紙社長、広島県農工銀行、日本紙業各取締役などを経て、広島県多額納税者として補欠選挙で貴族院議員に互選され、1918年（大正7年）5月3日から1925年（大正14年）9月28日まで務めた。

## 親族
- 養子：二階堂秋治（衆議院議員・林永太の弟）[2][6]